# Acrocephalus stentoreus
El carricero estentóreo (Acrocephalus stentoreus) es una especie de ave paseriforme de la familia Acrocephalidae propia del sur de Asia, el noreste de África y Australasia.

## Descripción

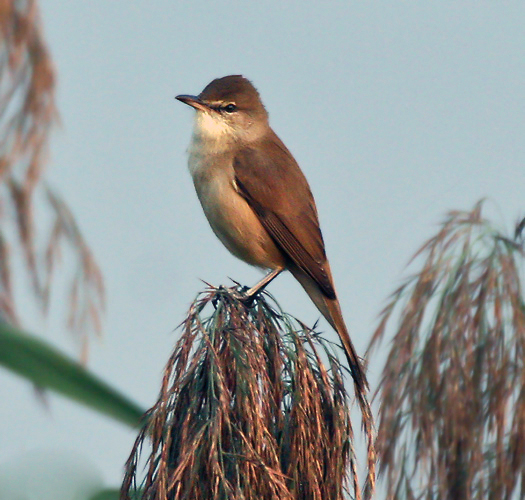
En Nalban (Calcuta), Bengala Occidental, India.

El carricero estentoreo es un carricero de gran tamaño que puede alcanzar entre los 18-20 cm. El adulto presenta una espalda marrón sin rallas, y las partes inferiores de color claro. Su frente está aplanada, y su pico es fuerte y puntiagudo. Ambos sexos son idénticos, como las mayorías de los carriceros. Es muy parecido al carricero tordal, pero esa especie presenta colores más intenos en las partes bajas.
Las diversas subespecies difieren en la tonalidad de plumaje. La raza del norte migratoria norte presenta tonos castaños más intensos, mientaras que la subespeice endémica de Sri Lanka es la que presenta una tonalidad más oscura.
Como todas los carriceros es insectívoro, pero no desecha otras presas pequeñas.
El canto es alto y prolongado, pero menos estridente que el carricero común. Es un lento, parloteo kereet-kereet-kereet con los silbidos típicos de los acrocephaline y algo de mimetismo.

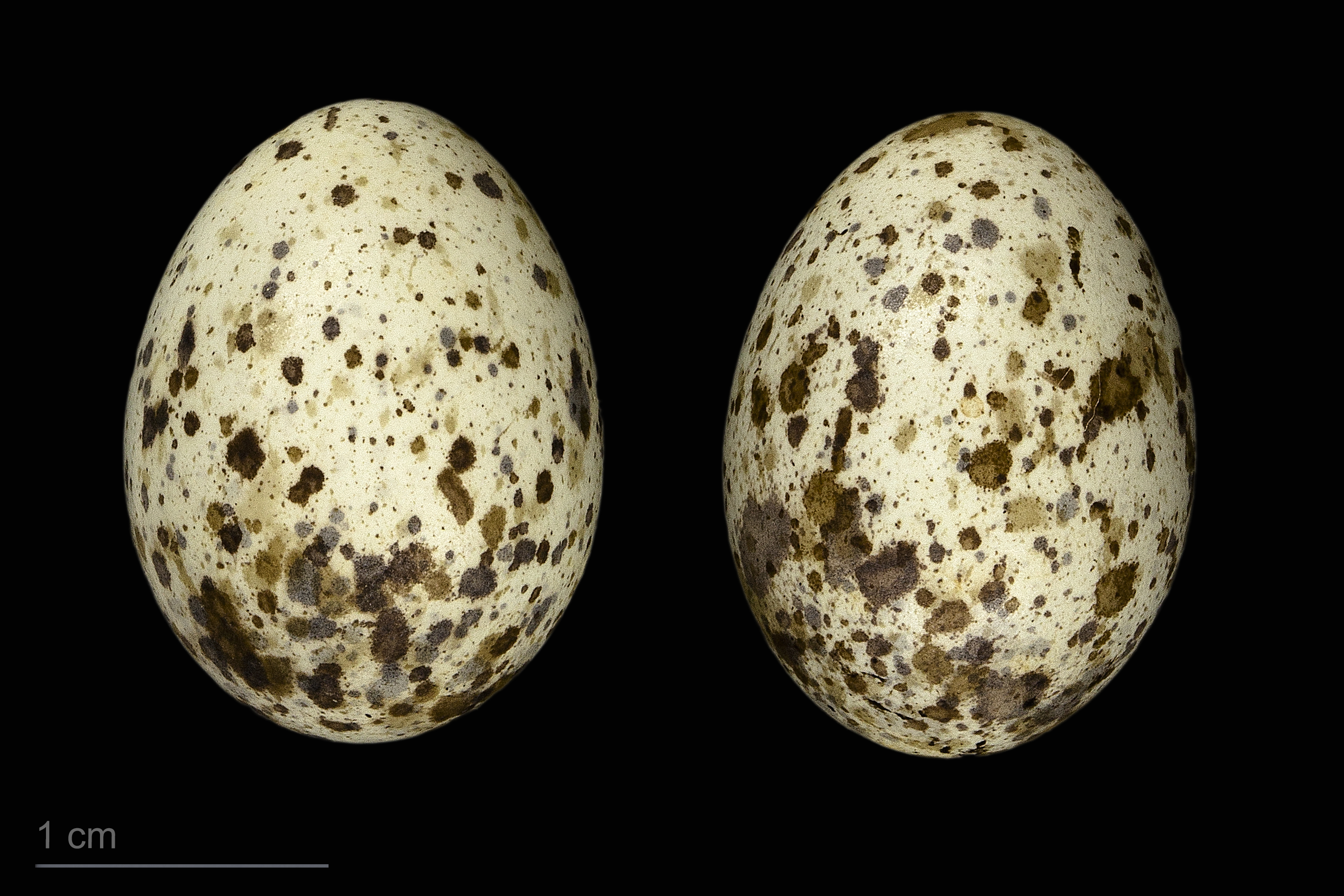
Acrocephalus stentoreus stentoreus

## Subespecies
Se reconocen nueve subespecies:
- A. s. stentoreus (Hemprich y Ehrenberg, 1833)
- A. s. brunnescens (Jerdon, 1839)
- A. s. amyae Stuart Baker, 1922
- A. s. meridionalis (Legge, 1875)
- A. s. siebersi Salomonsen, 1928
- A. s. lentecaptus E. J. O. Hartert, 1924
- A. s. harterti Salomonsen, 1928
- A. s. celebensis Heinroth, 1903
- A. s. sumbae E. J. O. Hartert, 1924

## Hábitat
Se estiende desde el valle del Nilo, por el sur de Asia llegando al archipiélago malayo y Nueva Guinea. La mayoría de las poblaciones son sedentarias, pero las que crían Pakistán, Afganistán y el norte de la India son migratorias, y pasan el invierno en Sri Lanka y sur de la India.
Este pájaro se encuentra en los carrizales, a veces con algunos arbustos. En la puesta pone de 3 a 6 huevos en un nido en forma de canasta entre las cañas. 